# Primer Pic Occidental de la Maladeta
|  | Aquest article tracta sobre un tresmil al Massís de la Maladeta. Vegeu-ne altres significats a «Maladeta». |

Primer Pic Occidental de la Maladeta o Pic Cordier és una muntanya de 3.265 m d'altitud, amb una prominència d'11 m, que es troba al massís de la Maladeta província d'Osca (Aragó).